# The Evil Thereof
The Evil Thereof er en amerikansk stumfilm fra 1913.

## Medvirkende
- Bliss Milford som Mary Randolph
- May Abbey som Kathryn Dolby